# Prosiek (obwód niżnonowogrodzki)
Prosiek (ros. Просек) – wieś (sieło) w Rosji, w obwodzie niżnonowogrodzkim, w rejoniw łyskowskim. W 2010 liczyła 2569 mieszkańców.